# Canibus
Canibus (* 1974, Jamaika; bürgerlich Germaine Williams) ist ein amerikanischer Rapper und Mitglied der Gruppe The HRSMN.

## Leben
Canibus wurde 1974 als Sohn des Cricketspielers Basil Williams und dessen Frau Elaine auf Jamaika geboren. Die Familie wanderte in die USA aus und zog dort häufig um. Canibus begann sich als Kind zurückzuziehen und lebte introvertiert. Nach seinem High-School-Abschluss arbeitete er für AT&T und das Justizministerium. Nach einem Jahr begann er ein Informatikstudium am Georgia Perimeter College in Atlanta.
Mitte der 1990er Jahre begann er zu rappen. Er schloss sich kurzzeitig mit dem Rapper Webb zur Formation „T.H.E.M“ zusammen. Nach dem Bruch mit Webb machte er als Solorapper weiter. Über Mixtapes bekam er Kontakt mit einigen etablierteren Rappern und war 1997 als Gastrapper bei LL Cool Js Stück 4, 3, 2, 1 sowie Liedern von The Lost Boyz, Common und Wyclef Jean, seinem späteren Manager, beteiligt. Auf dem Soundtrack zu Rhyme & Reason hatte er ein eigenes Lied.
1998 unterzeichnete er einen Plattenvertrag bei Universal Records und veröffentlichte seine Single Second Round K.O., produziert von Wyclef Jean, und das zugehörige Video mit Mike Tyson. Die Single war ein Disstrack gegen LL Cool J. Die Rivalität der beiden Rapper hatte noch weitere Dissantworten bis zu ihrem Ausklingen einige Zeit später. Ebenfalls 1998 erschien das Debütalbum Can-I-Bus, welches Platz 2 der US-Charts erreichte und für über 500.000 verkaufte Einheiten eine Goldene Schallplatte erhielt. Das Album wurde von Kritikern als mäßig eingestuft und war kommerziell weniger erfolgreich als erwartet. Canibus machte Wyclef Jean dafür verantwortlich.
Auf seinem zweiten Album, dem 2000 erschienenen 2000 B.C., kam es zum ersten Auftritt der später als The HRSMN auftretenden Gruppe mit Kurupt, Ras Kass und Killah Priest. Die Vier arbeiteten an vielen Songs zusammen und brachten 2003 das Album The Horsemen Project raus.
Auf dem 2001 erschienenen Album C True Hollywood Stories, sowohl Titel als auch Inhalt sind an die Fernsehdokumentationsserie E! True Hollywood Story angelehnt, kam die Rivalität mit Eminem zu Tage. Auch diese war ein Teil der Fehde mit LL Cool J. Eminem wurde vorgeworfen, als Ghostwriter einen der Disssongs gegen Canibus geschrieben zu haben. Canibus nahm ein an Eminems Lied namens Stan angelehnten Disstrack auf. Eminems Antwort war die Verwendung des Namens Canibitch für Canibus.
Canibus trat 2002 in die US-Armee ein. Er absolvierte die Militärakademie in Fort Knox 2003 und diente anschließend als Cavalry Scout.

## Diskografie
Alben
- 1998: Can-I-Bus
- 2000: 2000 B.C.
- 2001: C True Hollywood Stories
- 2002: Mic Club: The Curriculum
- 2003: Rip the Jacker
- 2005: Mind Control
- 2005: Hip-Hop for Sale
- 2007: For Whom the Beat Tolls
- 2010: Melatonin Magik
- 2010: C Of Tranquility
- 2011: Lyrical Law
- 2014: Fait Accompli
- 2015: Time Flys, Life Dies… Phoenix Rise